# مركز الدوحة لحوار الأديان
تأسَّسَ مركز الدوحة لحوار الأديان بموجب القرار رقم 20 لعام 2010 لدولة قطر بهدف دعم وتعزيز ثقافة الحوار بين الأديان والتعايش السلمي بين معتنقي الأديان، وتفعيل القيم الدينية لمعالجة القضايا والمشكلات التي تهم البشرية.

## أهداف
ويمكن تلخيص أهداف هذا المركز حسب البيانات الواردة في مجلة تحالف الحضارات فيما يلي:
1. أن يكون منتدى لتعزيز ثقافة التعايش السلمي وقبول الآخر
2. تفعيل القيم الدينية لمعالجة القضايا والمشكلات التي تهم البشرية
3. توسيع مضمون الحوار ليشمل الجوانب الحياتية المتفاعلة مع الدين.
4. توسيع دائرة الحوار لتشمل الباحثين والمهتمين بالعلاقة بين القيم الدينية والقضايا الحياتية.
5. أن يكون المركز مصدر خبرة، يوفر معلومات علمية وتعليمية وتدريبية في مجاله.[3][4][5][6]

## الأنشطة
تشتمل الأنشطة التي يقوم به المركز المؤتمرات السنوية، جائزة الدوحة العالمية لحوار الأديان، الطاولات المستديرة والمجلات والدوريات.